# Tschechoslowakismus

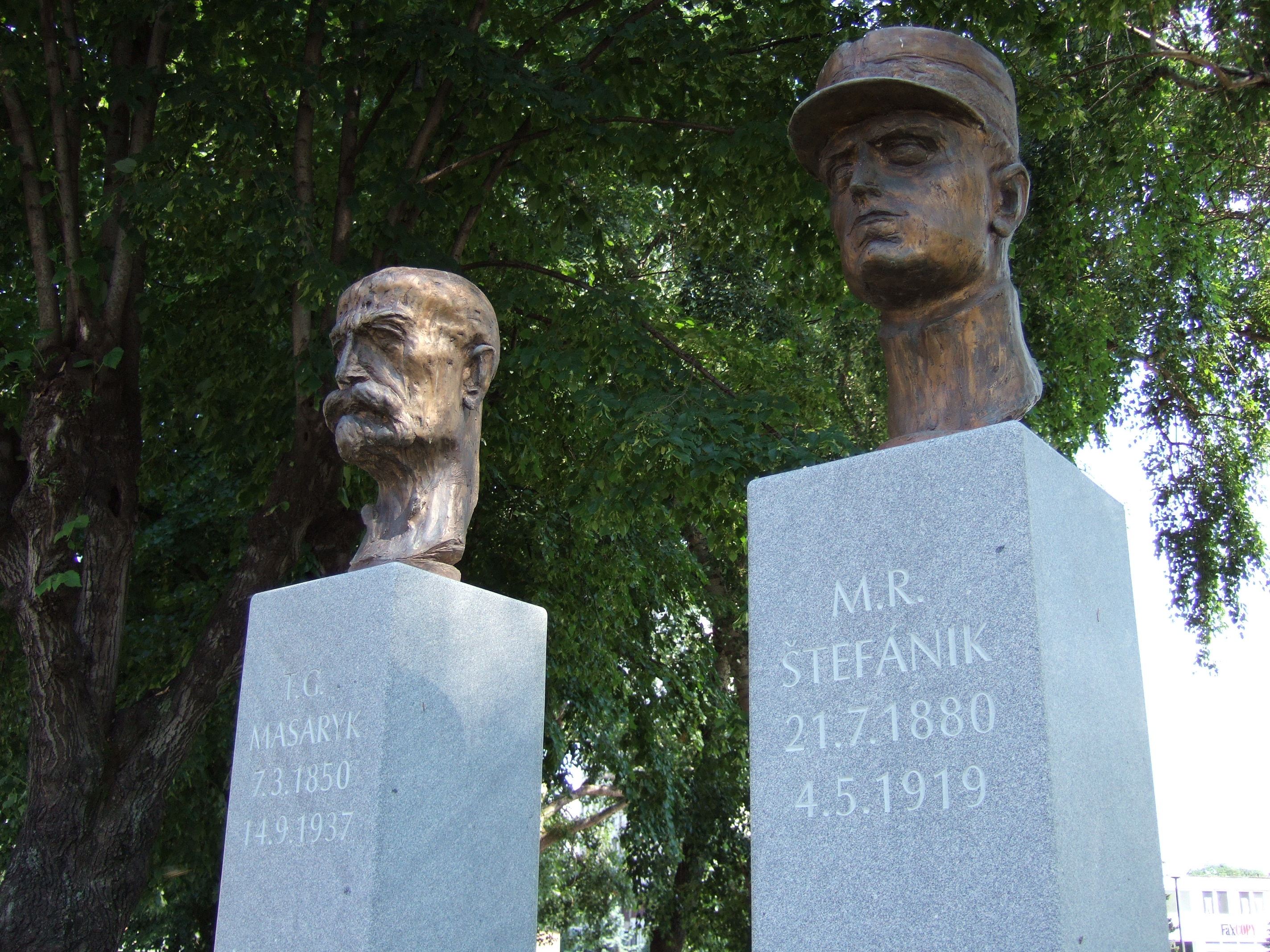
T. G. Masaryk und M. R. Štefánik, Denkmal in Košice

Der Tschechoslowakismus (tschechisch: Čechoslovakismus, slowakisch: Čechoslovakizmus) geht einerseits als Ideologie davon aus, dass Tschechen und Slowaken eine einzige Nation darstellen, und andererseits stellt er ein politisches Programm dar, das entwickelt wurde um beide Nationen im gemeinsamen Staat der Tschechoslowakei zu vereinigen.
Als politisches Programm wurde der Tschechoslowakismus erstmals während des Ersten Weltkriegs von der im Ausland aktiven Unabhängigkeitsbewegung formuliert, um die Errichtung eines tschechoslowakischen Staates unter Einschluss der tschechischen Länder und der Slowakei zu rechtfertigen. Demgegenüber reichen die Wurzeln der Idee, Tschechen und Slowaken seien Zwillingserscheinungen der gleichen Nation, bis zu den nationalen Erweckungsbewegungen des späten 18. Jahrhunderts und frühen 19. Jahrhunderts zurück. Der Tschechoslowakismus wurde in der Ersten Tschechoslowakischen Republik (1918–1938) zur Staatsdoktrin erhoben und erlebte damals seine Blütezeit. Als nach dem kommunistischen Umsturz 1948 die Tschechoslowakei ein Satellitenstaat der Sowjetunion wurde, wurde der Tschechoslowakismus offiziell verworfen.
Als Hauptvertreter des Tschechoslowakismus gelten Tomáš Garrigue Masaryk, Edvard Beneš und Vavro Šrobár.

## Entstehung
Die Idee eines zwischen Tschechen und Slowaken existierenden Einheitsgefühls ging dem Tschechoslowakismus voraus und spielte eine wichtige, wenngleich wechselvolle Rolle bei den nationalen Erweckungsbewegungen beider Völker.
Zu den frühen Vertretern zählen auf slowakischer Seite der Sprachforscher und Dichter Ján Kollár sowie der Gelehrte Pavel Jozef Šafárik, die mit den Vorreitern der tschechischen nationalen Wiedergeburt in Austausch standen.
In der zweiten Hälfte des 19. Jahrhunderts entwarfen tschechische und slowakische Politiker um T. G. Masaryk den Tschechoslowakismus als praktische Lösung für die Frage der Verselbständigung der historischen Länder Böhmens, Mährens, Mährisch-Schlesiens sowie der Slowakei.

### Verhältnis zum historischen Staatsrecht
Der Tschechoslowakismus wurde der älteren, u. a. vom böhmischen Adel und den Alttschechen vertretenen Konzeption des historischen Staatsrechts entgegengestellt.
Dieser zufolge sollte den historischen Ländern der böhmischen Krone politische Selbstverwaltung innerhalb einer föderalisierten Donaumonarchie zukommen, analog etwa zur Stellung Transleithaniens nach dem Österreichisch-Ungarischen Ausgleich von 1867.
Letzteres sei laut Masaryk unzeitgemäß und als politisches Ziel unerreichbar.
Die Selbständigkeit allein in den historischen Grenzen wäre nur um den Preis zu sichern gewesen, dass ein Drittel der Bevölkerung des neuen Staates Deutsch als Muttersprache gehabt hätte.
Demgegenüber ermögliche ein Zusammengehen mit der Slowakei respektive den Slowaken, den neuen Staat nach Osten auszudehnen und den deutschsprachigen Anteil zu minimieren.
Anliegen der ersten Tschechoslowakisten war also keineswegs, die politische Eigenständigkeit eines der beiden oder beider Völker zu leugnen, sondern durch wechselseitige Unterstützung die unerwünschte Situation beiderseits der Leitha zu überwinden.

### Verhältnis zum Panslawismus
Eine weitere Ideologie, von der sich der Tschechoslowakismus prinzipiell absetzen sollte, stellte der Panslawismus dar. Diesen vertrat in Böhmen an prominenter Stelle Karel Kramář, Vorsitzender der jungtschechischen Partei.
Dem Panslawismus, insbesondere dessen panrussischer Spielart, die ein Zusammengehen der slawischen Nationen unter Führung Russlands propagierte, stellte sich vor allem der mit den Verhältnissen im Zarenreich vertraute Masaryk entgegen. In seiner Haltung berief er sich auf den tschechischen Aufklärer Karel Havlíček Borovský, der gerade wegen seiner Russlandkenntnisse gegen den zeitgenössischen Panslawismus polemisierte. Dem Panslawismus als eine politische Ideologie, die alle slawischen Nationalitäten miteinbezieht, hielten die Tschechoslowakisten ihre lokale Konzeption entgegen, aus der leichter ein durchsetzbares politisches Programm zu entwickeln gewesen sei.

## Umsetzung
Gegen Ende des Ersten Weltkriegs kam es zum Zusammenbruch der Habsburgermonarchie. Für die Slowaken erwies sich, während Bündnisse mit Russland und den Polen durchaus erwogen wurden, das Zusammengehen mit den tschechischen Ländern als am aussichtsreichsten. Gleichzeitig fanden sich die Slowaken und Tschechen im Exil, insbesondere in den USA, der Schweiz und Frankreich, zur Zusammenarbeit bereit.
Wichtige zu Kriegszeiten verfasste Dokumente hierzu sind das Clevelander Abkommen, von tschechischen und slowakischen Emigranten 1915 unterzeichnet, sowie das Pittsburgher Abkommen aus dem Jahr 1918; dank dieser Demonstration von Geschlossenheit gelang es schließlich, den US-amerikanischen Präsidenten Woodrow Wilson zur Zustimmung zur tschechisch-slowakischen Staatsgründung zu bewegen.
Nach der Entstehung der ČSR wurde der Tschechoslowakismus zur Staatsdoktrin, die 1920 in der Verfassung verankert wurde.
Ohne den Tschechoslowakismus hätte es in der ČSR keine in diesem Maße überwiegende Staatsnation gegeben. Für die Slowaken schuf das Zusammengehen mit den Tschechen gewissermaßen Raum für die Emanzipation als eigenständiges Volk, das noch vor dem Krieg von völliger Magyarisierung bedroht gewesen war. Während die Tschechen den Tschechoslowakismus mehrheitlich anerkannten, bewahrte sich die Mehrheit der Slowaken im Bewusstsein der slowakischen Selbständigkeitsbestrebungen, die bis in die erste Hälfte des 19. Jahrhunderts zurückreichten, eine Sichtweise auf die Slowakei als eigenständige Entität. Zudem benutzten slowakische Autonomisten vor allem aus der Hlinka-Partei die tschechisch-slowakischen Verträge, über die der Weg zur Staatsgründung bereitet wurde, zur Unterminierung des Tschechoslowakismus – laut Pittsburgher Abkommen sollte der Slowakei Autonomie eingeräumt werden. Der slowakische Wunsch nach Autonomie verstärkte demnach in der Slowakei die Abneigung gegen den tschechoslowakischen Staat.
Im Jahr 1968 wurde die tschechoslowakische Föderalverfassung eingeführt und gemeinsam aus der Slowakischen sowie der Tschechischen Sozialistischen Republik die ČSSR errichtet.
Die Föderalisierung der ČSSR war die einzige Maßnahme der Reformer des Prager Frühlings, die nach dem Einmarsch der Warschauer-Pakt-Staaten in die ČSSR nicht revidiert, sondern auch während der Normalisierung beibehalten wurde.
Einige Exilanten aus der Tschechoslowakei beanspruchen noch immer die tschechoslowakische Staatsangehörigkeit. Bei der Volkszählung in Kanada 2001 gaben insgesamt 39.760 Personen eine tschechoslowakische Staatsangehörigkeit an.